# Maurice de Bus
Maurice-Désiré de Bus, né le 30 décembre 1907 à Mitry-Mory et mort le 11 novembre 1963 à Paris, est un sculpteur français.

## Biographie
Élève de Paul Niclausse à l'École des Arts décoratifs, puis d’Henri Bouchard aux Beaux-Arts, il obtient le prix Chenavard en 1932, puis le prix de Rome en 1937. Il est professeur à l'École des arts appliqués, 11 rue Dupetit-Thouars à Paris. Il produit des médailles pour la Monnaie de Paris.
A partir de 1950, il enseigne le dessin et la sculpture à l'école des Arts Appliqués de la ville de Paris. Le peintre Robert Perlin intègre son atelier en 1958.
Le musée Bossuet de Meaux lui consacre une exposition du 15 octobre 2022 au 29 janvier 2023.

## Œuvres
- Sujet du prix de Rome obtenu : Trois muses se plaignant à Apollon de la barbarie des hommes, bas-relief en plâtre.
- Bas-relief du Palais des Consuls de Rouen (années 1950).
- Haut-relief à l'église paroissiale Notre-Dame-de-la Voie à Athis-Mons.
- Statue dans la cour du lycée Marcelin Berthelot à Saint-Maur-des-Fossés.
- Statue du père Henri Lacordaire à Recey-sur-Ource (1961).